# Nitruro di tantalio
Il nitruro di tantalio è un composto chimico, un nitruro del tantalio con formula chimica TaN. Ci sono più fasi del composto, come Ta2N e Ta3N5.
Come film sottile, il nitruro di tantalio trova impiego come barriera alla diffusione e strato isolante tra le interconnessioni in rame nella parte posteriore della linea di chip per computer. I nitruri di tantalio sono utilizzati anche nei resistori a film sottile.

## Struttura cristallina
Il nitruro di tantalio possiede struttura esagonale con simbolo di Pearson hP6 e gruppo spaziale P62m (gruppo nº189).

## Diagramma di fase
Il sistema tantalio-azoto comprende diversi stati tra cui una soluzione solida di azoto nel tantalio, nonché diverse fasi di nitruro, che possono variare dalla stechiometria prevista a causa delle vacanze reticolari. La ricottura del nitruro di tantalio ricco di azoto può portare alla conversione in una miscela a due fasi di TaN e Ta5N6.
Si pensa che Ta5N6 sia il composto più termicamente stabile, sebbene si decomponga nel vuoto a 2500 °C in Ta2N. È stata segnalata la decomposizione nel vuoto da Ta3N5 via Ta4N5, Ta5N6, ε-TaN, a Ta2N.

## Preparazione
Il nitruro di tantalio è spesso preparato come film sottili. I metodi per depositare i film includono la polverizzazione catodica RF-magnetron-reattivo, la polverizzazione catodica in corrente continua (DC), la sintesi ad alta temperatura autopropagante (SHS) tramite la "combustione" della polvere di tantalio in azoto, deposizione di vapore chimico metalloorganico a bassa pressione (LP-MOCVD), la Ion Beam Assisted Deposition (IBAD), e evaporazione del tantalio mediante fascio di elettroni in concerto con ioni di azoto ad alta energia
A seconda della quantità relativa di azoto, il film depositato può variare da TaN (fcc) a Ta2N (esagonale) al diminuire dell'azoto. Sono state riportate anche una varietà di altre fasi dalla deposizione tra cui:
- bcc e nitruro di tantalio esagonale
- Ta5N6 esagonale
- Ta4N5 tetragonale
- Ta6N2,5 ortorombica, Ta4N o Ta3N5[4]

Le proprietà elettriche dei film di nitruro di tantalio variano da conduttore metallico a isolante a seconda del relativo rapporto di azoto, con film ricchi di azoto che sono più resistivi.

## Usi
A volte viene utilizzato nella produzione di circuiti integrati per creare una barriera alla diffusione o strati di "colla" tra rame o altri metalli conduttivi. Nel caso della lavorazione BEOL (a circa 20 nm), il rame viene prima rivestito con tantalio, poi con nitruro di tantalio mediante deposizione fisica di fase vapore (PVD); questo rame rivestito con barriera viene quindi rivestito con altro rame mediante PVD e riempito con rame rivestito elettroliticamente, prima di essere lavorato meccanicamente (molatura/lucidatura).
Trova applicazione anche nei resistori a film sottile Ha il vantaggio, rispetto ai resistori al nichelcromo, di formare una pellicola di ossido passivante resistente all'umidità.